# アラン・マクファーレン
アラン・ドナルド・ジェームズ・マクファーレン（Alan Donald James Macfarlane、1941年12月20日 - ）は、イギリスの人類学学、歴史学者、歴史人類学者。 ケンブリッジ大学キングス・カレッジ社会人類学名誉教授。 イギリス学士院、王立歴史協会（Royal Historical Society）会員。イギリス、ネパール、日本、中国などの著作、日英の比較研究などで知られる。

## 経歴
1941年12月20日、インド北東のアッサムで茶農家をしていた英国人家庭に生まれる。出生地はシロンの避暑地にあるガネシュ・ダス病院。当時のシロンはアッサム統一州の州都で、現在はメガラヤ州の州都となっている。父は「マック」・マクファーレンは農家の他、アッサム小銃隊の予備役将校であり、母のアイリスは作家として活躍した。一家はブラマプトラ渓流の高地アッサムから低地アッサムまでの茶園を転々として生活した。
オックスフォード大学付属ドラゴン校、宿学校のセドバーグ校を経て、1960年にオックスフォード大学ウスター・カレッジに入学。1963年、同大を卒業。続けて修士号を取得し、1967年に学位論文「エセックスの魔女裁判、1560年から1680年まで︰一つの社会学的分析」でD.Phil.を取得。
また、1968年にロンドン・スクール・オブ・エコノミクスから学位論文「17世紀イングランドにおける婚姻関係と恋愛関係における規則」によりM.Phil.、1972年には東洋アフリカ研究学院（SOAS）から学位論文「中央ネパールにおける人口と資源」によりPh.D.を取得。
ケンブリッジ大学キングス・カレッジ歴史学研究員を経て、1975年にケンブリッジ大学社会人類学講師に就任。1975年、ケンブリッジ大学の社会人類学講師に任命。1981年、歴史人類学リーダー（reader）。1991年、人類学科学の正教授となり、個人講座を受け持つ。2009年、ケンブリッジ大学人類学名誉教授、ケンブリッジのキングス・カレッジの終身フェロー。2012年、王立人類学研究所の最高級の栄誉であるトーマス・ハックスリー記念賞を受賞した。
構造機能主義の人類学者のエドワード・エヴァン・エヴァンズ＝プリチャードやルーシー・メア（Lucy Mair）、更には歴史学のアナール学派の影響を受け、近代世界の起源についての比較人類学研究を主要研究テーマとする。著書には、『イギリスの個人主義の起源』（1978年生）、『平和の残酷な戦争』（1997年、イギリスと日本に関しての書籍）がある。
日本、中国、ネパールについても著作があり、2007年には『鏡の国の日本』を刊行、『近代世界の形成』(2002)ではモンテスキュー、アダム・スミス、トクヴィル、ゲルナー、福澤諭吉、メートランドを近代世界を作った六人の偉大な思想家の一人として論じた。
デジタルヒマラヤプロジェクトや世界口承文芸プロジェクト座長などを務める。またYouTubeに多数の動画をあげていることでも知られる。

## 発言
2005年一般向けの啓蒙書「リリーへの手紙」を刊行した際に、海外における日本像について次のように発言している。
日本の社会がどのように機能しているかについて、英語で書かれた一般向けの本はありません。専門書はありますが、社会学、人類学の学問用語が多く、一般の人には読みにくいです。世界では歪められた日本像が形成されています。ほとんどの人が日本のことを全く理解していません。世界の異なる社会の人々に日本のことを理解してもらうのみならず、日本人自身にも、私の目を通して、外の人たちが日本をどう見ているかということを知ってもらうのは、人類学の仕事です。

## 著作

### 邦訳書
- （酒田利夫訳）『イギリス個人主義の起源︰家族・財産・社会変化』 （リブロポート、1990年/南風社、1997年）
- （常行敏夫、堀江洋文訳）『資本主義の文化 -歴史人類学的考察』（岩波書店、1992年）
- （北本正章訳）『再生産の歴史人類学︰1300〜1840年英国の恋愛・結婚・家族戦略』 （勁草書房、1999年）
- （船曳建夫監訳、北川文美、工藤正子、山下淑美訳）『イギリスと日本︰マルサスの罠から近代への跳躍』 (原題: The Savage Wars of Peace, 直訳: 平和の残酷な戦争) （新曜社、2001年）
- （田口俊樹訳）『リリーへの手紙︰祖父から孫に伝えたい20のこと』（ソフトバンククリエイティブ、2005年）
- （アイリス・マクファーレン〈Iris Macfarlane〉共著、鈴木実佳訳）『茶の帝国︰アッサムと日本から歴史の謎を解く』 （知泉書館、2007年）